# Mnesilochus rubrifemur
Mnesilochus rubrifemur är en insektsart som först beskrevs av Brunner von Wattenwyl 1907.  Mnesilochus rubrifemur ingår i släktet Mnesilochus och familjen Phasmatidae. Inga underarter finns listade i Catalogue of Life.